# Hister alienigena
Hister alienigena är en skalbaggsart som beskrevs av Heinrich Bickhardt 1912. Hister alienigena ingår i släktet Hister och familjen stumpbaggar. Inga underarter finns listade i Catalogue of Life.